# Садов, Александр Иванович
Александр Иванович Садов (9 сентября 1850, с. Рожново Нижегородской губернии — 5 апреля 1930, Ленинград) — российский филолог-классик, доктор богословия, профессор Санкт-Петербургской духовной академии.

## Биография
Родился в селе Рожново Семёновского уезда Нижегородской губернии, в семье сельского священника. Окончил Санкт-Петербургскую духовную академию, где затем преподавал латинский язык и литературу.
Магистерская диссертация Садова называлась «Виссарион Никейский. Его деятельность на Ферраро-Флорентийском соборе, богословские сочинения и значение в истории гуманизма» (СПб., 1883), докторская работа была посвящена Лактанцию («Древнехристианский церковный писатель Лактанций», СПб., 1895).
В многочисленных небольших статьях конца 1880-х гг., публиковавшиеся в журнале «Христианское чтение», Садов описывал религиозное миросозерцание древнеримских поэтов — Горация (1886, № 6), Вергилия (1887, №№ 3-4), Овидия (1888, № 4), Тибулла (1889, № 3), Проперция (1890, № 4). Другая сквозная тема работ Садова — предвестники христианства в древнеримском мировоззрении, культуре и литературе (статьи «Пессимизм в языческом Риме», «Обращение римских язычников к высшей божественной силе при начале каждого нового дела», «Сознание человеческой греховности и потребность её очищения, наблюдаемые у древних римлян» и т. п.).
В 1900—1910-е гг. Садов публикует ряд обзорных трудов: «Латинская дохристианская поэзия» (1904), «Латинский язык в его истории» (1910).
В 1909 году уволен из Академии.
1919 — преподаватель Харьковского Педагогического института.
1921 — научный сотрудник Российской публичной библиотеки (Петроград).
Наиболее фундаментальная работа Садова «Латинский язык в памятниках христианской письменности древнейшего времени (до VIII века)» была начата печатанием в 1917 г.; её второй выпуск Садов закончил в 1924 году, но опубликовать уже не смог.

## Источник
- Малеин А. И. Садов, Александр Иванович // Энциклопедический словарь Брокгауза и Ефрона : в 86 т. (82 т. и 4 доп.). — СПб., 1890—1907.